# Gerundeter halboffener Hinterzungenvokal
Lautliche und orthographische Realisierung des gerundeten halboffenen Hinterzungenvokals in verschiedenen Sprachen:
- Deutsch:
  - [⁠ɔ⁠]: o
    - Beispiele: offen [ˈɔfn̩], Tonne [ˈtʰɔnə], Bob [bɔp], Boxen [ˈbɔksn̩].

- Französisch:
  - [⁠ɔ⁠]: o
    - Beispiele: homme [ɔm], fort [fɔʀ], porte [pɔʀt]